# 美容専門学校ベルファム
美容専門学校ベルファム（びようせんもんがっこうベルファム）は、長崎県大村市に所在した専修学校。

## 概要
2009年4月に開校。
トータルビューティーの学校であるため美容に関する様々なことを学べて資格取得も目指す。
ヘアスタイリングを中心に学び、メイク、ネイル、エステ、着付け、カラーコーディネートまでも学ぶ。
創造、明朗、積極、自主、自立に基づいて教育を行う。職業人としてのあいさつ、接客、マナー、礼儀の指導の徹底する。
2020年3月に閉校。